# Euriphene amaranta
Euriphene amaranta är en fjärilsart som beskrevs av Karsch 1894. Euriphene amaranta ingår i släktet Euriphene och familjen praktfjärilar. Inga underarter finns listade i Catalogue of Life.